# Kevin Faulk
Kevin Troy Faulk (Carencro, 5 giugno 1976) è un ex giocatore di football americano statunitense.

## Carriera universitaria
Ha giocato con i Louisiana State Tigers squadra rappresentativa dell'università di LSU.

## Carriera professionistica

### New England Patriots
Al draft NFL 1999 è stato selezionato come 46a scelta dai Patriots. Ha debuttato nella NFL il 12 settembre 1999 contro i New York Jets.
Fin dall'inizio si è distinto in ottime prestazioni che hanno aiutato i Patriots a trovare un periodo durato per ben 5 anni ad alti livelli.
I vari infortuni accorsi nella sua carriera hanno limitato le sue prestazioni, comunque è riuscito sempre a recuperare da queste cadute.
Il 30 luglio 2011 ha rifirmato con i Patriots, il 3 settembre è stato inserito nella lista di chi sta recuperando lo stato di forma dopo l'infortunio accorso nella scorsa stagione. Dopo esser rientrato ha chiuso la stagione regolare con 7 partite all'attivo.

## Palmarès

### Franchigia
- Super Bowl : 3

New England Patriots: XXXVI, XXXVIII, XXXIX
- American Football Conference Championship: 4

New England Patriots: 2001, 2003, 2004, 2007

### Individuale
- Formazione ideale del 50º anniversario dei Patriots

## Statistiche
| Partite totali                   | 161   |
| Partite totali da titolare       | 47    |
| Yard su ricezione                | 3.701 |
| Touchdown su ricezione           | 15    |
| Yard su corsa                    | 3.607 |
| Touchdown su corsa               | 16    |
| Yard su ritorni di kick off      | 4.098 |
| Touchdown su ritorni di kick off | 2     |
| Yard su ritorni di punt          | 943   |
| Touchdown su ritorni di punt     | 0     |